# Óscar Trejo
Óscar Trejo (Santiago del Estero, 1988. április 26. –) argentin labdarúgó, a spanyol Rayo Vallecano középpályása és csapatkapitánya.

## Pályafutása
Trejo az argentínai Santiago del Estero városában született. Az ifjúsági pályafutását a Estrella Roja csapatában kezdte, majd 2004-ben a Boca Juniors akadémiájánál folytatta.
2005-ben mutatkozott be a Boca Juniors felnőtt keretében. 2007-ben a spanyol első osztályban szereplő Mallorca szerződtette. A 2009–10-es szezonban az Elche, míg a 2010–11-es szezonban a Rayo Vallecano csapatát erősítette kölcsönben. 2011-ben a Sporting Gijónhoz, majd 2013-ban a francia Toulouse-hoz igazolt. 2017. július 1-jén visszatért Spanyolországba és a Rayo Vallecanonál folytatta a labdarúgást. Először a 2017. augusztus 20-ai, Real Oviedo ellen 3–2-re megnyert mérkőzésen lépett pályára. Első két gólját 2017. augusztus 26-án, a Numancia ellen hazai pályán 2–2-es döntetlennel zárult találkozón szerezte meg.

## Statisztikák
2023. április 9. szerint

| Klub                        | Szezon   | Osztály          | Bajnokság | Bajnokság | Kupa és Ligakupa | Kupa és Ligakupa | Nemzetközi | Nemzetközi | Összesen | Összesen |
| Klub                        | Szezon   | Osztály          | Meccs     | Gól       | Meccs            | Gól              | Meccs      | Gól        | Meccs    | Gól      |
| --------------------------- | -------- | ---------------- | --------- | --------- | ---------------- | ---------------- | ---------- | ---------- | -------- | -------- |
| Boca Juniors                | 2004–05  | Primera División | 1         | 1         | 0                | 0                | —          | —          | 1        | 1        |
| Mallorca                    | 2006–07  | La Liga          | 8         | 1         | 0                | 0                | —          | —          | 8        | 1        |
| Mallorca                    | 2007–08  | La Liga          | 17        | 2         | 6                | 1                | —          | —          | 23       | 3        |
| Mallorca                    | 2008–09  | La Liga          | 11        | 0         | 5                | 0                | —          | —          | 16       | 0        |
| Mallorca                    | Összesen | Összesen         | 36        | 3         | 11               | 1                | 0          | 0          | 47       | 4        |
| Elche (kölcsönben)          | 2009–10  | Segunda División | 34        | 4         | 1                | 0                | —          | —          | 35       | 4        |
| Rayo Vallecano (kölcsönben) | 2010–11  | Segunda División | 40        | 9         | 1                | 1                | —          | —          | 41       | 10       |
| Sporting Gijón              | 2011–12  | La Liga          | 33        | 4         | 0                | 0                | —          | —          | 33       | 4        |
| Sporting Gijón              | 2012–13  | Segunda División | 38        | 5         | 4                | 1                | —          | —          | 42       | 6        |
| Sporting Gijón              | Összesen | Összesen         | 71        | 9         | 4                | 1                | 0          | 0          | 75       | 10       |
| Toulouse                    | 2013–14  | Ligue 1          | 32        | 2         | 3                | 1                | —          | —          | 35       | 3        |
| Toulouse                    | 2014–15  | Ligue 1          | 31        | 4         | 1                | 0                | —          | —          | 32       | 4        |
| Toulouse                    | 2015–16  | Ligue 1          | 34        | 4         | 4                | 1                | —          | —          | 38       | 5        |
| Toulouse                    | 2016–17  | Ligue 1          | 29        | 2         | 2                | 0                | —          | —          | 31       | 2        |
| Toulouse                    | Összesen | Összesen         | 126       | 12        | 10               | 2                | 0          | 0          | 136      | 14       |
| Rayo Vallecano              | 2017–18  | Segunda División | 36        | 12        | 0                | 0                | —          | —          | 36       | 12       |
| Rayo Vallecano              | 2018–19  | La Liga          | 26        | 1         | 1                | 0                | —          | —          | 27       | 1        |
| Rayo Vallecano              | 2019–20  | Segunda División | 37        | 5         | 2                | 0                | —          | —          | 39       | 5        |
| Rayo Vallecano              | 2020–21  | Segunda División | 42        | 5         | 3                | 0                | —          | —          | 45       | 5        |
| Rayo Vallecano              | 2021–22  | La Liga          | 32        | 3         | 6                | 1                | —          | —          | 38       | 4        |
| Rayo Vallecano              | 2022–23  | La Liga          | 26        | 3         | 3                | 0                | —          | —          | 29       | 3        |
| Rayo Vallecano              | Összesen | Összesen         | 199       | 29        | 15               | 1                | 0          | 0          | 214      | 30       |
| Összesen                    | Összesen | Összesen         | 507       | 67        | 42               | 6                | 0          | 0          | 549      | 73       |

## Sikerei, díjai
Rayo Vallecano
- Segunda División
  - Feljutó (2): 2017–18, 2020–21